# DIパッケージ
DIパッケージとはエンジンオイルに使用する複数の添加剤を含む調合済みの添加剤。
添加剤単品をコンポーネント添加剤といい、パッケージ添加剤は複数のコンポーネント添加剤を組み合わせた物である。
通常潤滑油は基油（ベースオイル）に様々な添加剤をブレンドして製造するが、潤滑油メーカーは自社で複数の添加剤を調合するとなるとコストや製造時の手間がかかる。そこで既に数種調合した添加剤がパッケージされて販売されており、潤滑油メーカーは目的に応じたこの様なDIパッケージを用いてエンジンオイルを製造販売することが多い。
DIの語源はDetergent-Inhibitorのことで、それはパッケージの中には必ずDetergent（金属系清浄剤と無灰分散剤）とInhibitor（例えばOxidation Inhibitor，Corrosion Inhibitor）が配合されているからである。
エンジンオイルのDIパッケージとしては、API/ILSAC(例：SN/GF-5等)やACEA（例A3/B4等）などの規格に対応する形で製品が出される事が多い。一定品質以上の基油にDIパッケージ(1種類もしくは2種類以上の組み合わせ)と必要に応じた添加剤(場合によって粘度指数向上剤や流動点降下剤など)を配合することで規格を満たすオイルを製造する。
ドーナツマーク・スターバーストマークを表示する為にはAPI/ILSAC規格の正式な認証を受ける必要があり、認証には試験その他手続きで高額な費用がかかるとされる。しかし既に規格認証を受けているDIパッケージを使用する場合、一定範囲の基油の変更や処方変更であればそれらの手続きを実質的にパス出来るため低費用での表示が可能となる。このため高額な費用を負担できない中小規模のオイルブレンダーがドーナツマーク・スターバーストマークを表示する場合DIパッケージを使用する事になる。
大手の添加剤メーカーから様々な試験を経て開発されたものなので信頼性やコストパフォーマンスは高い。ただし汎用性が高い反面各々のオイルに最適化されたものとは言えず、さらに前述のようにAPI/ILSAC規格の認証を受ける場合は一定範囲の仕様変更という縛りを受けるため独自性を出しにくくなる。
このため一部の高級オイル等では既製のDIパッケージを使わずコンポーネント添加剤を組み合わせた自社独自のパッケージを使用し、それを宣伝文句とする事もある。しかしDIパッケージを使用することで一定の性能を付与することが出来るため大規模な研究開発を行う余裕がないメーカーでも時代に合った品質のオイルを製造できるという点では非常にメリットが大きい。
パッケージ添加剤を製造販売する主なメーカーとしてはアフトンケミカル(Afton Chemical)、シェブロンオロナイト(en:Oronite)、ルブリゾール(en:Lubrizol)、インフィニアム(Infineum)などがある。